# Iglesia de San Francisco de Asís (Ouro Preto)
La iglesia de San Francisco de Asís (en portugués: Igreja de São Francisco de Assis), es una iglesia en la ciudad brasileña de Ouro Preto, construida en estilo barroco, que constituye una evolución del barroco mineiro.
Se clasificó en 2009 como una de las «Siete Maravillas de Origen Portugués en el Mundo».

## Historia
Su construcción se inició en 1766, con el proyecto arquitectónico, el diseño de la puerta y los elementos ornamentales en los púlpitos, el altar mayor, el cuarto de baño y el techo de la capilla mayor de la pluma de Antonio Francisco Lisboa, conocido como "Aleijadinho", y con pinturas de Manuel da Costa Ataíde. Los dos artistas habían nacido en Vila Rica (actual Ouro Preto), y Vila do Carmo (actualmente Mariana), son los dos nombres más importantes del arte colonial brasileño. El revestimiento de la nave, en forma de gamela, está completamente cubierto por la pintura de Ataíde, lo que representa la Asunción de Nuestra Señora de la Concepción (patrona de los franciscanos, de la Tercera Orden de Laicos, quienes construyeron el templo), una bandada de ángeles, de diferentes edades: niños, jóvenes y adultos, todos los mulatos y músicos. Esta iglesia es considerada por los expertos como Germain Bazin y Silvio de Vasconcelos como la obra maestra de "Aleijadinho" y Ataíde, una opinión compartida por el historiador de Diogo Vasconcelos. Una vez que la iglesia fue construida, Ouro Preto vivía el ápice de su historia, por eso la magnitud de la construcción en muchos sentidos (tamaño, detalle, piezas de oro). La construcción se da en un marco religioso, social y artístico de la ciudad y del estado.
Sobre la importante magia que flute de la expresión barroca en esta iglesia, hay un poema de Carlos Drummond de Andrade, publicado en su libro "Claro Enigma", titulado "San Francisco de Asís" algunas estrofas se transcriben a continuación:

San Francisco de Asís 
Señor, no merezco esto. 
Yo no creo en ti para amarte.
Me habéis traído a San Francisco 
y me haces tú esclavo. 
No entraré, señor, en el templo 
Su fachada es suficiente para mí. 
Sus flores y querubines 
son objeto de mucho amor. 
Más entro y, señor, me pierdo 
en la rosa nave triunfal 
¿Por qué baja tanto el cielo? 
¿Por qué esta nueva trampa? 
Señor, los púlpitos mudos 
sin embargo me sonríen. 
Más que su iglesia, ésta 
sabe la voz que me embala. 
 Perdón, Señor, por no amarte.